# Tony Miranda
António "Tony" Miranda (Felgueiras, 1948) é um criador de alta costura português. Foi o criador do blazer para senhora e pioneiro na introdução de produtos aromatizados bem como de artigos de cortiça, na moda

## Biografia
António Miranda nasceu em Torrados, concelho de Felgueiras, Portugal, em 1948. Desde muito jovem que se interessou pela pela moda o que o levou a mudar-se para França, com apenas 16 anos de idade, iniciando-se na alta costura em Paris entrando em 1964 para o atelier de Joseph Camps que, à altura, era considerado um dos maiores mestres da alta-costura francesa, mudando-se em 1967 para o atelier de Ted Lapidus, onde chegou a director artístico, permanecendo nessa posição durante 10 anos tendo sido responsável pelo famoso "griffe" Lapidus
Em 1979, decide optar por uma carreira própria, adoptando o nome de "Tony Miranda" e abre uma loja no nº 61 bis Avenue de Suffren, em Paris.
Regressa a Portugal em 1989, com o objectivo desenvolver uma escola de alta costura, reconstruindo para esse efeito um edifício no Centro Histórico de Guimarães onde presentemente funciona o seu atelier.
No ano de 2007, lança uma coleção de têxteis com artigos aromatizados, tornando-se dessa forma pioneiro na aérea.
Em 2008, três dos seus modelos, passam a integrar a colecção do Museu Nacional do Traje.
Em 2009, apresentou em Las Vegas, na Magic Marketplace, a maior feira de vestuário do mundo, a sua linha de roupas e produtos à base de cortiça.
Ao longo da sua carreira vestiu pessoas famosas como Brigitte Bardot, Jacques Brel, Charles Aznavour, Reza Pahlevi. e Omar Bongo